# Đặng Nhật Minh
Đặng Nhật Minh est un réalisateur vietnamien né à Hué le 10 mai 1938. Il est l'auteur de plusieurs documentaires depuis 1965.
Ses films ont été beaucoup montrés en festivals hors du Vietnam.

## Filmographie
- Les Visages du mois de mai (Tháng Năm những gương mặt) (1976)
- La Ville à portée de main (Thị Xã trong tầm tay) (1983)
- Quand viendra le dixième mois (Bao giờ cho đếng tháng Mười) (1984)
- La Fille sur la rivière (Cô gái trên sông) (1986)
- Le Retour (Trở về) (1994)
- Nostalgie de la campagne (Thương nhớ đồng quê) (1995)
- Hà Nội, L’hiver de l’année 46 (Hà Nội mùa Đông ’46) (1997),
- La Saison des goyaves (Mùa ổi) (1999)
- Ne brûlez pas ! (Đừng đốt) (2009)

## Publication
- Mémoires d'un cinéaste vietnamien, Publication Université Provence, 2017  (ISBN 979-1032001240)
Édition originale en vietnamien : Hồi ký điện ảnh, éditions Van Nghe, 2005
Autobiographie, accompagnée de photographies et de deux nouvelles[2]